# Phylloptera erosifolia
Phylloptera erosifolia är en insektsart som beskrevs av Piza Jr. 1981. Phylloptera erosifolia ingår i släktet Phylloptera och familjen vårtbitare. Inga underarter finns listade i Catalogue of Life.